# エリック・フランク・ラッセル
エリック・フランク・ラッセル（Eric Frank Russell、1905年1月6日 - 1978年2月28日）は、イギリスのSF作家。

## 略歴
サリー州サンドハーストで軍人の息子として生まれる。
理工系の教育を受け、エンジニアとなった。
1936年からSFを書き始め、1937年にアメリカの「アスタウンディング・ストーリーズ」誌からデビュー。
それ以後もイギリスよりは寧ろアメリカのSF雑誌へ寄稿したためか、アメリカナイズされた、軽妙で娯楽的な作風で知られる。
ラッセルは、怪奇現象研究者であり、また怪奇現象研究家チャールズ・フォートの研究者としても高名だった。
ラッセルの処女長編にして代表作である「人類家畜テーマ」の古典『超生命ヴァイトン』（Sinister Barrier)はチャールズ・フォートの影響を受けた作品である。
短編を得意とし、1955年「ちんぷんかんぷん」(Allamagoosa)でヒューゴー賞短編小説部門を受賞。

## 作品リスト

### 長編
- 『超生命ヴァイトン』（Sinister Barrier（1943）、矢野徹訳、早川書房） 1964
- Dreadfull Sanctuary（1951） - 未訳
- 『宇宙の監視』（Sentinels from Space（1953）、島岡潤平訳、早川書房） 1967
- 『金星の尖兵』（Three to Conquer（1955）、井上一夫訳、東京創元社） 1965
- 『特務指令＜ワスプ＞』（Wasp（1957）、伊藤哲訳、早川書房） 1968
- 『大いなる爆発』（The Great Explosion（1962）、岡部宏之訳、早川書房） 1968
- 『自動洗脳装置』（With a Strange Device（1964）、大谷圭二訳、東京創元社） 1970

### 短編集
- 『宇宙の深淵より』（Deep Space（1954）、岡部宏之訳、早川書房） 1968
  - 「証言」 The Witness
  - 「最後の爆発」 Last Blast
  - 「人間やろう」 Homo Saps
  - 「内気な虎」 The Timid Tiger
  - 「虹の彼方」 Rainbow's End (Afternoon of a Fahn)
  - 「すこしの油」 A Little Oil
  - 「不定種族」 The Undecided
  - 「第二創世記」 Second Genesis
- 『メカニストリア』（Men, Martians and Machines（1956）、深町眞理子訳、早川書房） 1969
  - 「非常パイロット」 Jay Score
  - 「メカニストリア」 Mechanistria
  - 「共生」 Symbiotica
  - 「催眠惑星」 Mesmerica
- 『宇宙のウィリーズ』（永井淳訳、東京創元社） 1968　- 『The Space Willies（Next of Kin）』と『Six Worlds Yonder』の日本版合本
  - 『宇宙のウィリーズ』（The Space Willies（Next of Kin））
  - 『遥かなる六つの星』 Six Worlds Yonder
    - 「ウェイタビッツ」 The Waitabits
    - 「地球の絆」 Tieline
    - 「極秘指令」 Top Secret
    - 「二番煎じ」 Nothing New
    - 「完全犯罪」 Into Your Tent I'll Creep
    - 「ディアボロジック」 Diabologic
- Far Stars（1961） - 未訳
- Dark Tides（1962） - 未訳
- 『わたしは“無”』（Somewhere a Voice（1965）、伊藤哲訳、東京創元社） 1975
  - 「どこかで声が…」 Somewhere a Voice
  - 「U-ターン」 U-Turn
  - 「忘却の椅子」 Seat of Oblivion
  - 「場違いな存在」 Displaced Person
  - 「ディア・デビル」 Dear Devil
  - 「わたしは”無”」 I Am Nothing
- 『パニック・ボタン』（The Timeless Ones and Other Stories、峯岸久訳、東京創元社） 1978 - 日本オリジナル短編集
  - 「追伸」 P.S.
  - 「さあ息を吸って」 Now Inhale
  - 「時を持たぬ者」 The Timeless Ones
  - 「証人」 The Witness
  - 「パニック・ボタン」 Panic Button
  - 「根気仕事」 Legwork

### ノンフィクション
- 『世界怪奇物語』（Great World Mysteries(1957)、庄司浅水訳、三笠書房） 1960
- The Rabble Rouser(1963) - 未訳